# Kokoppia pectinata
Kokoppia pectinata är en kvalsterart som först beskrevs av Kok 1967.  Kokoppia pectinata ingår i släktet Kokoppia och familjen Oppiidae. Inga underarter finns listade i Catalogue of Life.